# Système antichoc (horlogerie)

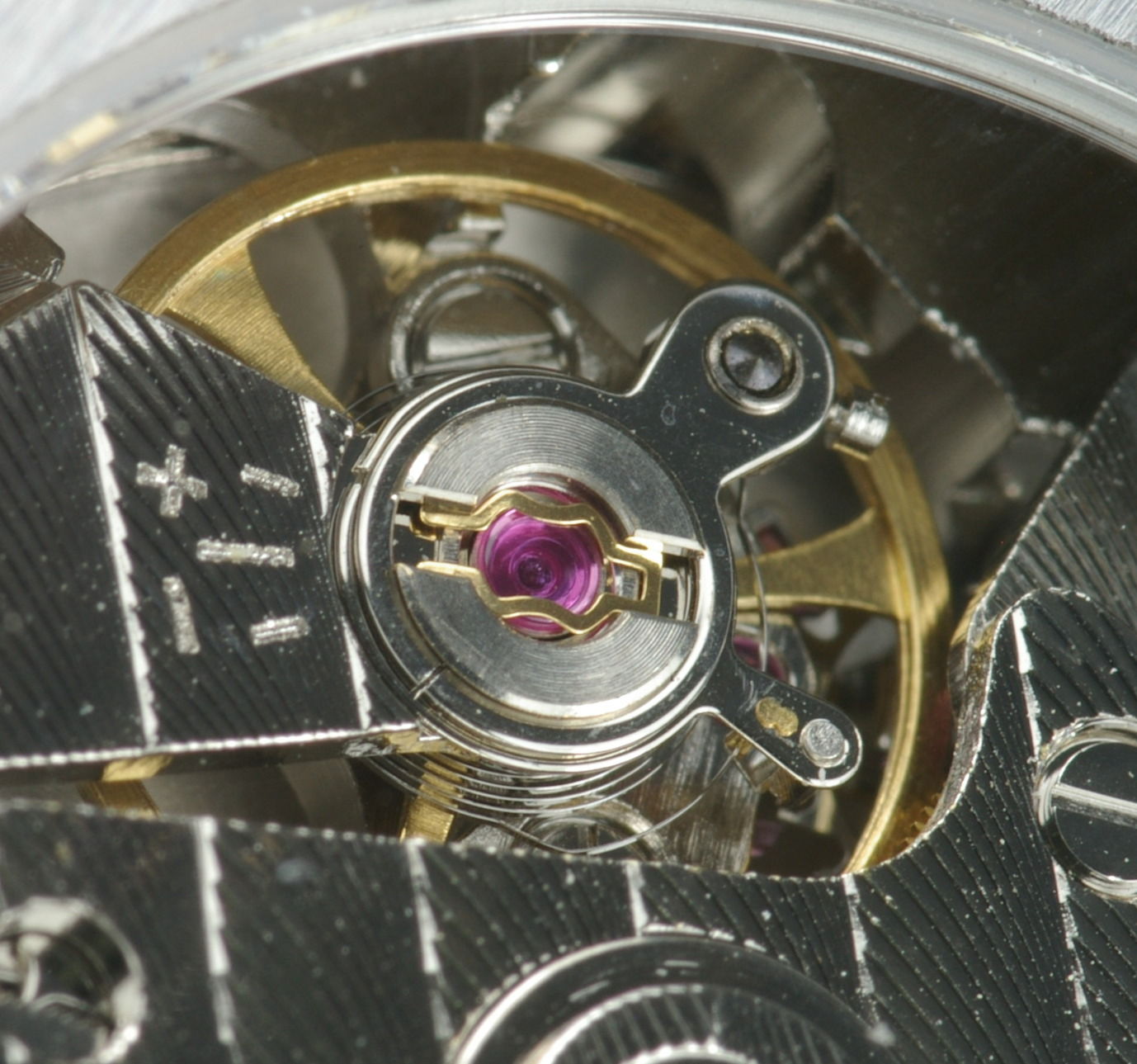
Balancier et rubis maintenus par un ressort « Incabloc ».

Les systèmes antichocs sont utilisés dans les mouvements mécaniques pour protéger l’alignement critique des axes du balancier en cas d’un choc. 

## Description
Le système antichoc protège les axes de balancier au moyen de ressorts d’acier très fins (montés en bout d'axes). Normalement une pierre d'horlogerie (aussi nommée « rubis ») y est insérée pour contenir chaque bout d'axe. Les pivots et les rubis du balancier sont très fragiles en comparaison de la masse qu’ils doivent supporter. Sans protection contre les chocs, la bonne marche du mouvement serait rapidement perturbée.

## Marques

### Incabloc

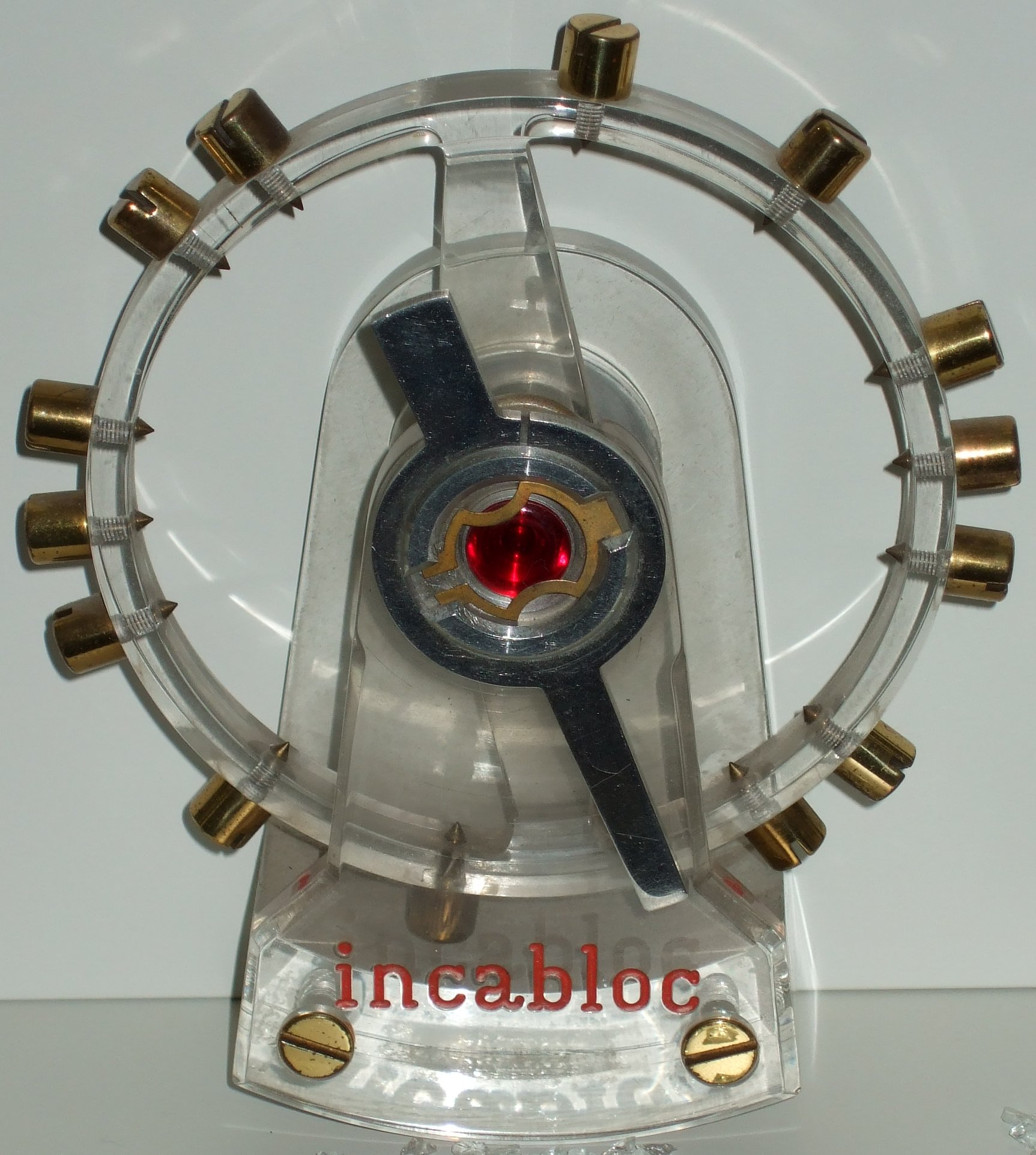
Maquette du système Incabloc.

« Incabloc » est une marque commerciale. Ce système, confectionné par Henry Quaile avec le soutien financier de Fritz Marti, associé de G. Braunschweig, utilise un ressort en forme de lyre permettant au support du balancier de glisser jusqu’à la retenue formée par le ressort, et de revenir à sa place après le choc, guidé par la lyre. Le pivot ne se déplace pas par rapport au rubis, c’est l’ensemble qui est libre de bouger dans la retenue du ressort.
De nouveaux types de balancier utilisent un système simplifié où le support d’un rubis plus grand peut bouger.
En 1933, le système antichoc Incabloc fut produit en série par la société « Porte-Échappement Universel S.A. », et introduit dans les montres de la West End Watch Co. dès 1934.

### Autres Marques

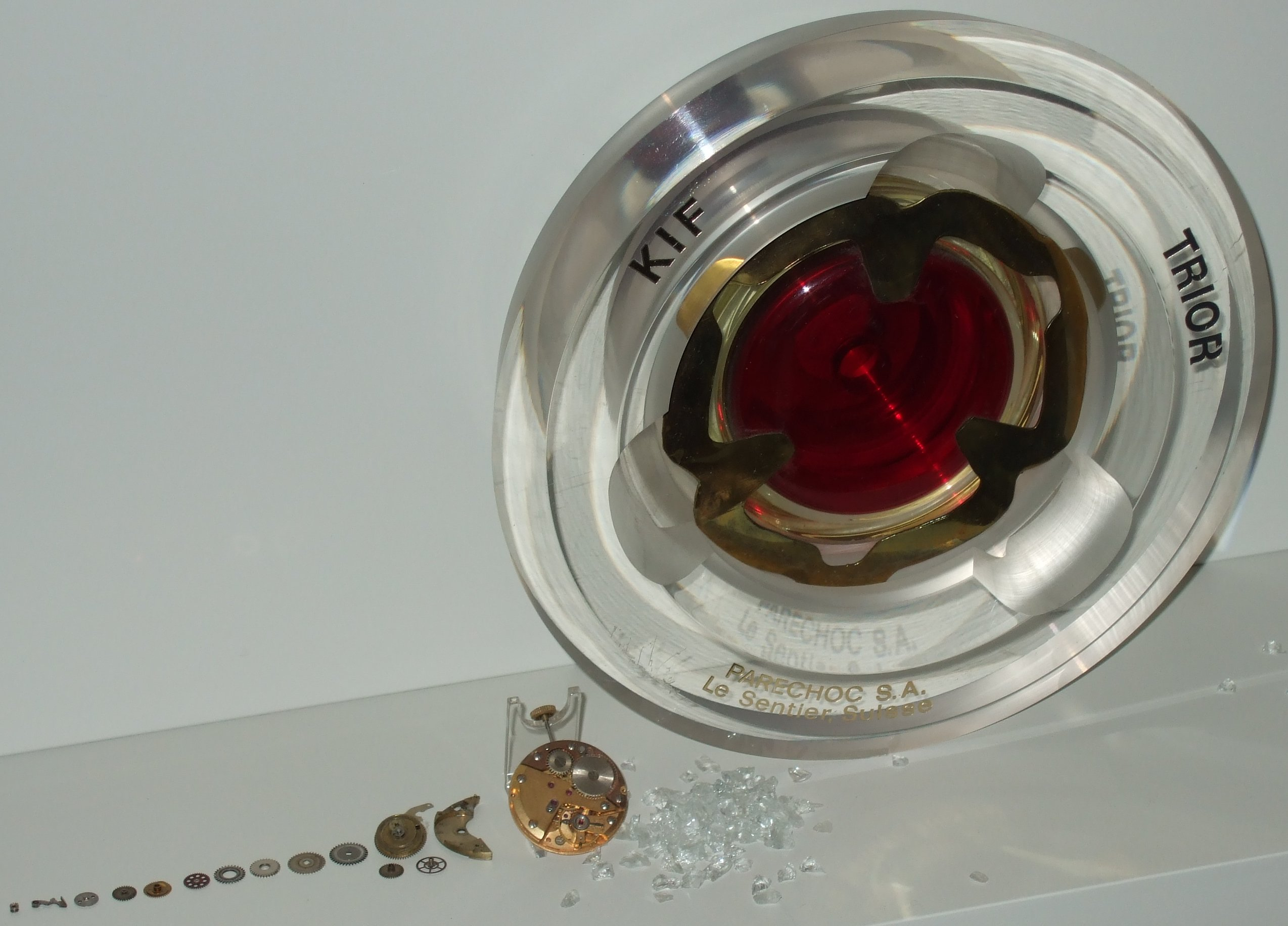
Maquette du système Kif.

D'autres systèmes antichocs similaires existent : « Cymaflex » produit par Cyma/Tavannes, « Etachoc » produit par ETA, « Kif » produit par KIF Parechoc SA, « Diashock » produit par Seiko, ou encore « Parashock » produit par Citizen.

## Sources
- (en) Cet article est partiellement ou en totalité issu de l’article de Wikipédia en anglais intitulé « Incabloc shock protection system » (voir la liste des auteurs).